# Adrian Proteasa
Adrian Proteasa (ur. 1 marca 1959) – rumuński lekkoatleta, specjalista skoku wzwyż.
Zajął 5. miejsce w skoku wzwyż na mistrzostwach Europy juniorów w 1977 w Doniecku.
Zdobył brązowy medal w tej konkurencji na halowych mistrzostwach Europy w 1980 w Sindelfingen, ulegając jedynie Dietmarowi Mögenburgowi z Republiki Federalnej Niemiec i Jackowi Wszole z Polski. Zajął 7. miejsce na igrzyskach olimpijskich w 1980 w Moskwie.
Proteasa był mistrzem Rumunii w skoku wzwyż w latach 1977–1981. 
Czterokrotnie poprawiał rekord Rumunii w tej konkurencji doprowadzając go do wyniku 2,26 m, uzyskanego 4 lipca 1980 w Bukareszcie. Był to najlepszy wynik na otwartym stadionie w jego karierze, natomiast w hali Proteasa skoczył 2,29 m 2 marca 1980 w Sindelfingen.